# Trichoplusia mulunga
Trichoplusia mulunga là một loài bướm đêm trong họ Noctuidae.